# Traje esqueleto

Niño pequeño con traje esqueleto, 1805–6. Los botones pueden ser vistos claramente. Su compañero es también un niño, pero llevando un más tradicional vestido.

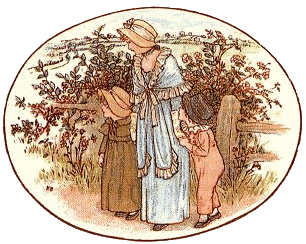
Ilustración de Kate Greenaway, 1885, mostrando un niño pequeño con su traje esqueleto.

Un traje esqueleto era un tipo de ropa para niños pequeños, popular desde aproximadamente 1790 hasta la década de 1820, después perdió el favor ante los pantalones cortos. Consistía en una camisa con mangas largas o cortas o una chaqueta abotonada, con pantalones largos de cintura alta. Los trajes esqueleto son a menudo descritos como una de las primeras modas específicamente confeccionadas solo para niños, en lugar de prendas como las de los adultos en talla pequeña. Anteriormente (y posteriormente) los niños pequeños llevaron vestidos muy similares a los de las niñas hasta el momento del denominado en inglés breeching, en que adoptaban los pantalones.
Charles Dickens describe un traje esqueleto como "...Uno de aquellos estuches de tela azules rectos en que los niños pequeños solían estar confinados, antes de que aparecieran cinturones y túnicas, y desaparecieran las viejas ideas: un ingenioso dispositivo para mostrar la simetría de la figura de un niño, abrochándolo en una chaqueta muy ajustada, con una fila ornamental de botones sobre cada hombro, y luego abotonando sus pantalones sobre ella, con objeto de dar a sus piernas el aspecto de estar enganchadas, justo bajo las axilas" (Bocetos de Boz, 1836). A pesar de las afirmaciones de Dickens, los trajes esqueleto se fabricaban en varios colores. Eran normalmente llevados con una blusa blanca o camisa adornada con encaje o volantes en cuello y puños.
Los trajes esqueleto son una de las modas para niños propias de las ilustraciones nostálgicas ambientadas en la Regencia de Kate Greenaway.